# 9K37导弹

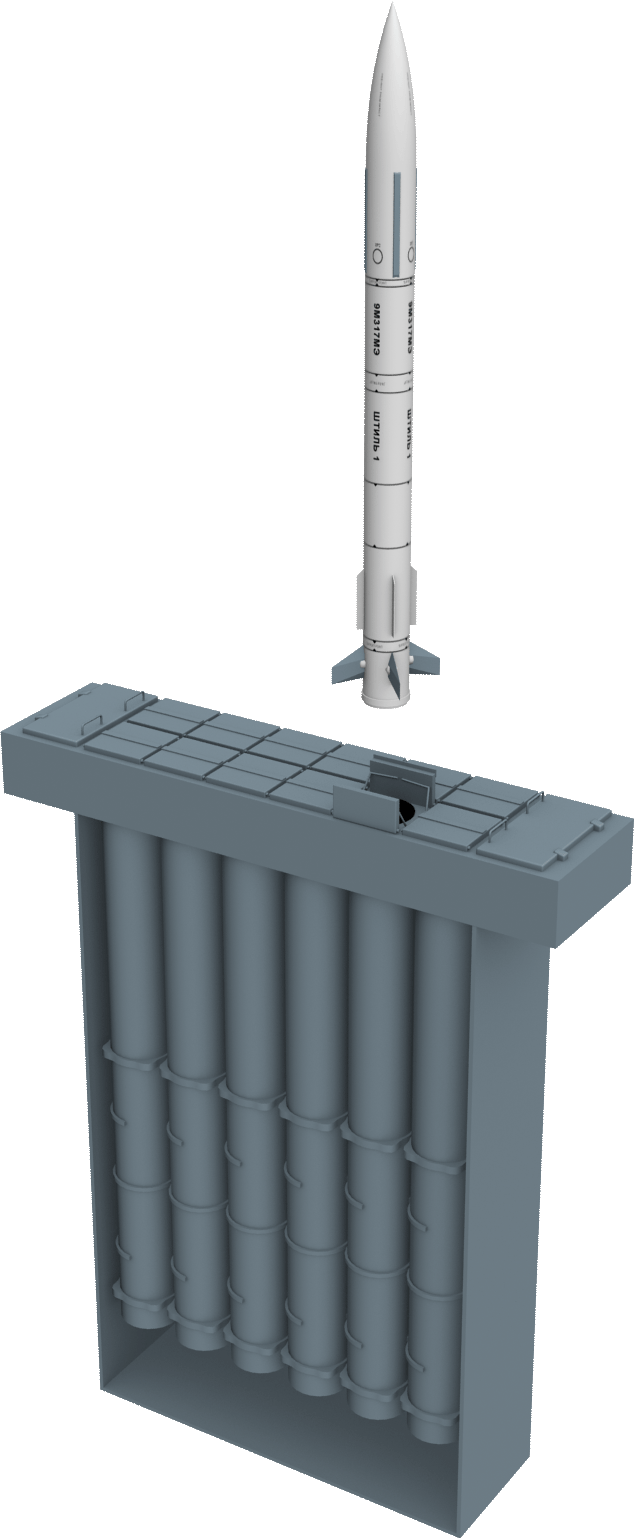
9K37海基垂直發射裝置

9K37防空导弹 （9K37 Buk；山毛榉）是3M9 Kub库班（SA-6）中程中空面对空导弹系统的后继型号。它在每部战斗车装备导弹数量、射程、射高、制导精度、弹头威力等方面都有很大改进。9K37出口型号称作「恒河」（俄語：Ганг）。9K37是苏联及俄罗斯国防部授予的正式系统型号，北约命名为SA-11牛虻（英語：Gadfly）。9K37与3M9 “库班”具有互操作性。

## 开发历史[1][2][3]
根據1972年1月13日蘇聯部長會議的決議，開發替代軍用防空系統「立方體」的綜合體，由幾乎與創建「KUB」防空系統相同的相关企業組成。
儀器工程研究所（原 OKB-15 GKAT）负责开发整合系统，首席設計師是A.A.拉斯托夫；
9S470指揮所的首席設計師G.N. Valaev，後來由V.I. Sokiran接任；9A38自行式射擊系統的主要設計師V.V. Matyashev；9M38飛彈的半主動雷達導引頭9E50的首席設計師是I.G. Akopyan 。
測量儀器研究所（NIIP）MRP负责 9S18「圓頂」探測與目標指示雷达，首席設計師是A.P. Vetoshko，後來由Yu.P. Shchekotov接任；
OKB「Novator」负责开发9M38火箭，首席設計師是L.V.Lyulev；
MKB「Start」（前 OKB-203 GKAT）负责开发發射裝置 9A39，首席設計師是 A.I. Yaskin；
OKB-40梅季希機械製造廠 (MMZ)负责开发防空系统的底盤，首席設計師 是N.A. Astrov；
同時也計畫創建海軍防空系統M-22「颶風」。
最初計劃在1975年第二季完成防空系統的研製，但當时發現任務比看上去要複雜。根據1974年5月22日蘇聯部長會議決議決定將防空系統的研製分為兩個階段 ：
- •第一階段包括開發9M38飛彈防禦系統和9A38自行火力系統，並將其作為9K37-1 Buk-1防空系統納入2K12 Kub-M3防空系統。計劃在 Kub-M3 防空系統的每個連中配備一套 9A38 自走系統。這種防空系統的聯合測試計劃於1974年9月開始。
- 第二階段規定建立Buk防空系統本身，包括9S18偵測站、9S470指揮所、9A310自行火砲系統、帶有9M38防空飛彈的9A39發射裝置。

9K37-1 Buk-1防空系統的測試於1975年8月至1976年10月在Emba試驗場進行，1S91M3自行式偵察和導引系統（SURN）、9A38自行式射擊系統（SOU）的一部分，以及自行式發射裝置（SPU））2P25M3，配備3M9M3和9M38飛彈，配備9V881維修車（MTO）参与了测试。
該系統被命名為2K12M4“Kub-M4”防空系統，於1978年被蘇聯地面部隊防空部队採用。

## 导弹与制导
9M37导弹长5.55米，弹径40厘米，翼展1.2米，战斗部重70千克，无线电近炸引信，复合制导，飞行中段为惯性与指令制导，末端半主动雷达制导，两级固体火箭发动机，23G过载，最高速度1230米／秒。外形酷似标准防空导弹，弹体中段安装4片长弦短翼展控制翼面，尾端安装4片截短三角翼形的活动控制舵面。先快速爬升，再俯冲瞄准目标。
导弹系统进入战斗状态需要5分钟，从目标跟踪到发射导弹需要22秒。

## 雷达

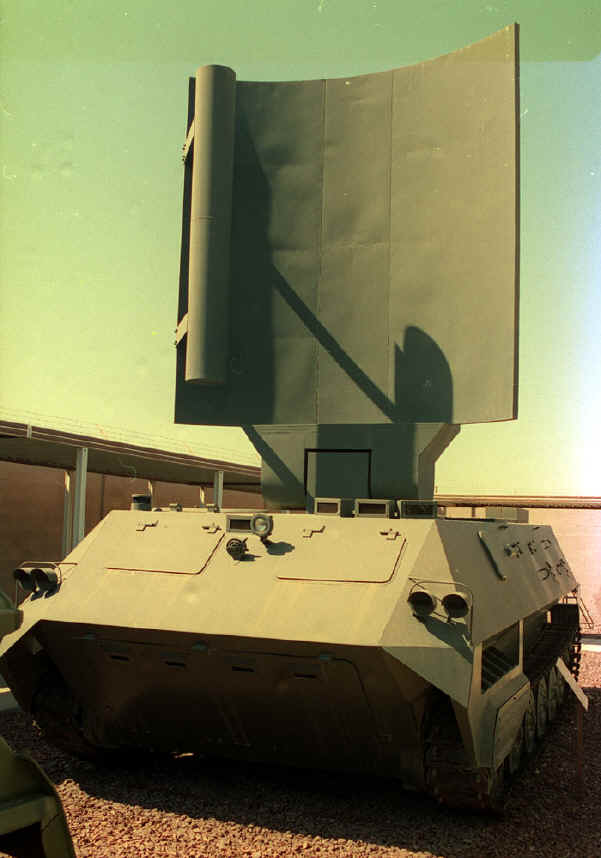
9K37导弹所使用的9S18搜索雷达

9K37使用9S18（北約代號"Tube Arm"）或9S18M1（СОЦ 9C18 "Купол"，圓頂之意；北約代號「雪堆」"Snow Drift"）搜索雷达，以及9S35或9S35M1（北約代號「毁灭之火」"Fire Dome"）H/I波段跟踪制导雷达，安装在每部雷達車。
“雪堆”搜索雷达最大探测距离85公里，能够探测35公里处100米高度的飞机，10-20公里处更低高度的目标，10公里处30米高悬停的直升机。“雪堆”雷达可以从P-18旅级预警雷达（北約代號「匙架」Spoon Rest）获得早期预警信息。“雪堆”雷达安装在与导弹车同样的底盘上。Fire Dome雷达是单脉冲系統，可以跟踪射程3-32公里高度和15-22000米距離的导弹，可同时制导三枚导弹攻击一个目标。
9K37比3M9库班河（SA-6）更强的抗电子干扰能力，可选配光学制导系统。9K37系统还可使用3M9库班河（SA-6）的1S91同花顺Straight Flush 25千瓦G/H波段连续波雷达。
指挥站负责搜索雷达与导弹发射车间的通信，每个指挥站可同时与6部发射车联通。
海军型的SA-N-7系统使用MR-750顶舵Top Steer D/E波段搜索雷达，最大探测距离300公里；3R90前罩Front Dome H/I波段跟踪与制导雷达，最大工作距离30公里。

## 载车
9K37使用的9A39装填车类似于9A310运输-起竖-发射-雷达车，但雷达被一部用于吊装导弹的起重机替换。装填车可以直接发射导弹，但要求有一部导弹发射车上的跟踪雷达为其制导。“雪堆”搜索雷达安装在一部类似的底盘上称为9S18，指挥车也使用类似底盘称为9S470。从装填车到发射车吊装导弹需要13分钟，从储存处到装填车的吊装需要15分钟。
每个导弹营包括一部指挥车，一个搜索雷达车，六部飛彈车（运输-起竖-发射-跟縱雷达一體），三部装填车。每个导弹连則包括两部运输-起竖-发射-雷达车，一部装填车。

## 型号

### 9K37
9K37导弹的是9K37导弹家族的最原始版本，它长5.55米，弹径400mm，翼展0.86米，发射重量690千克，有70千克高爆碎裂弹头，飞行速度越3m，最大有效射程25公里，飞行高度15-14020米，采用半主动雷达制导，一枚导弹击伤或击毁飞机的概率为88.5%。

### 9K37M1
9K37M1是9K37的改进版，被称为“恒河”，用于出口。

### 9K37M1-2（SA-17）
9K37M1-2被北约称为SA-17，9K37M1-2使用的是9M38导弹，之后使用1998年入役的9M317ME导弹。它于1995年进入俄罗斯陆军服役.
9K37M1-2的海军型被美国防部命名为SA-N-12，共享北约代号“灰熊”。它是一种俄罗斯研制的舰载中程防空导弹系统，命名为“施基利/无风”，采用单臂倾斜发射架发射，甲板下有自动再装填系统，后备弹舱中12枚导弹呈环状排列，一般每部发射架配备两个后备弹舱。中国人民解放军海军的现代级驱逐舰和052B型驱逐舰即装备此种导弹系统。而据简氏的说法，9K37M1-2的海军型称为EZH，美国防部命名SA-N-7B灰熊（用9M317导弹）然后用“无风”的名字出口的9M317ME导弹系统被命名为SA-N-7C古林原鲨。简氏还报道说，俄海军有一种3S90M海龙卷式系统。

### 9M317
9M317由俄罗斯阿尔马兹·安泰设计局下属的革新者机械制造联合体生产，与9M38M1相比，弹体中部的控制翼面后移，射程达45公里，具有20公里反巡航导弹与反弹道导弹能力。2005年推出的9M317ME放弃了单臂倾斜发射、转轮再装填的模式，改为冷发射垂直发射，改进后的燃料使导弹最高速度达到1550米／秒。改进后的VLS发射系统命名为“无风－1A/3S90E-1A”。NIIP研究所05年报道说使用9M317A导弹的Buk-M1-2A "OKR Vskhod"（幼芽）正在进测试。目前，格里戈洛维奇海军上将级使用该导弹。

### 3K90 M-22飓风
使用9М38（9М38М1）导弹的作战系统3K90 M-22 Uragan'（Russian Ураган – 飓风）是“山毛榉”的海军舰载型号，弹体重690KG，射程32KM，系统由9M38导弹和单臂发射装置和3R90“奥列姆”火控装置和据说有三百公里探测范围的MR-750“护卫舰”型三座标雷达组成名为3S90«Штиль»-Shtil“施基利/无风”的系统，北约命名为SA-N-7牛虻。

### 9K37MB
2005年5月白俄罗斯展出了他们的改进型——9K37MB。

### 9K37M3（Buk-M3）

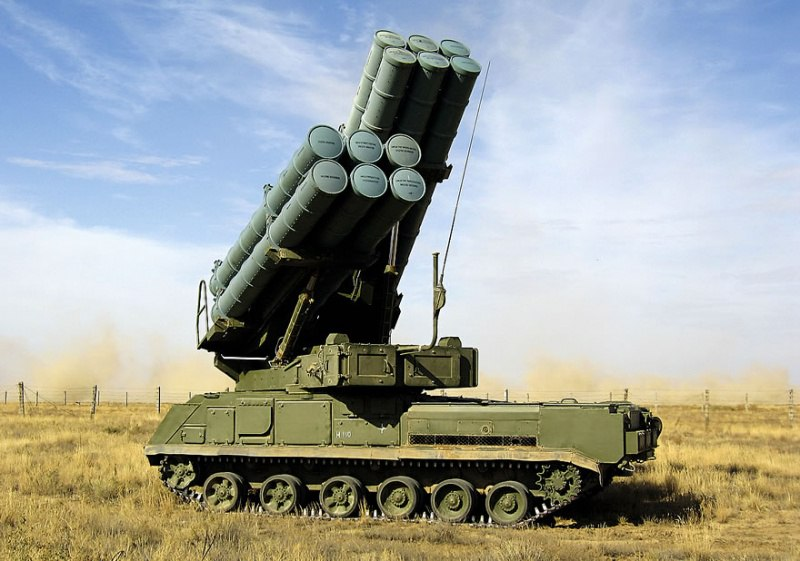
俄軍的最新改型Buk-M3，採用9A316M平台，擁有兩套6連裝的防空系統

現代化版本，更新了電子設備，導彈改為6裝發射筒，2016年起交付俄軍。最新的Buk M3导弹已证明击落乌克兰无人机， ATACMS、Tochka-U 彈道飛彈和 HIMARS 多管火箭系統（MLRS）發射的火箭彈。该系统还配备了数字控制界面和侧面摄像头，以实现更好的驾驶体验。

### 各型号对比
| 导弹系统 （北约命名）   | 3M9 "Kub" （SA-6）              | 9K37 "山毛榉" （SA-11）      | 9K37M "山毛榉-M1" （SA-11）  | 9K37M1 "山毛榉-SAR" （SA-11） | 9K37M1-2 "山毛榉-M1-2" （SA-17） |
| ----------------------- | ------------------------------- | ---------------------------- | ---------------------------- | ----------------------------- | -------------------------------- |
| 入役                    | 1966                            | 1980                         | 1984                         | 1995                          | 1998                             |
| 每部战斗车导弹数量      | 3                               | 4                            | 4                            | 4                             | 4                                |
| 导弹重                  | 599 kg （1321 lb）              | 690 kg （1521 lb）           | 690 kg （1521 lb）           | 690 kg （1521 lb）            | 710-720 kg （1565-1587 lb）      |
| 射程                    | 3-24 km （2-15 miles）          | 4-30 km （3-19 miles）       | 3-35 km （2-22 miles）       | 3-42 km （2-26 miles）        | 3-50 km （2-31 miles）           |
| 射高                    | 800-11000 m （2,600-36,000 ft） | 30-14000 m （100-46,000 ft） | 30-22000 m （100-72,000 ft） | 30-25000 m （100-82,000 ft）  | 30-25000 m （100-82,000 ft）     |
| 最大速度 （马赫数）     | 2.8                             | 3                            | 3                            | 3                             | 3                                |
| 最大目标速度 （马赫数） | 2                               | 2.5                          | 4                            | 4                             | 4                                |
| 同时 交战目标数量       | 1                               | 2                            | 6                            | 6                             | 6                                |

## 系谱
注：Uragan是飓风的意思，smerch是海龙卷风。

## 服役狀況
- 俄羅斯[12]：继承自原有的苏军装备，現已發展至Buk-M3型。
- 印度：1998年，該國从俄罗斯订购了3艘克里瓦克-3型护卫舰，装备了9M38M1防空导弹。另外塔尔瓦级护卫舰装备了9M317防空导弹。
- 中国：該國订购的4艘现代级驱逐舰和自造的2艘052B型驱逐舰上各有2套3S90系统，装备9M38和9M317防空导弹。中國並藉由合作與仿製，借此研發出紅旗-16中程防空飛彈，該系統改為垂發設計，則是放置在儲存桶中，作戰前要先豎起。
- ：該國在2008年南奧塞梯戰爭中，據信使用從烏克蘭購得的Buk-1M型飛彈擊落俄軍的數架Su-25、Tu-22M戰機（亦有使用Tor-M擊落一說)。
- 乌克兰：72套 9K37M1 系统（2016年）[13]计划升级至 Buk M1-2 标准[14]
- 叙利亚：該國从俄罗斯获得了8套9К317E Buk-M2E系统。
- ：該國从俄罗斯订购了1套9К317E Buk-M2E系统。[15]

## 实战使用
马来西亚航空17号班机空难调查报告称，事故客机被属于俄军第53防空导弹旅的一辆山毛榉导弹发射车发射9K37导弹击落。

## 參閲
- SA-15
- 马来西亚航空17号客机空难